# Strug
Strug este o localitate din comuna Makole, Slovenia, cu o populație de 60 de locuitori.